# Huelves
Huelves település Spanyolországban, Cuenca tartományban. Huelves Tarancón, Belinchón, Barajas de Melo, Paredes, Spain, Uclés és Tribaldos községekkel határos. Lakosainak száma 88 fő (2024).

## Népesség
A település népessége az utóbbi években az alábbiak szerint változott:
| Lakosok száma | 66   | 60   | 67   | 78   | 77   | 64   | 57   | 57   | 84   | 88   |
|               | 2001 | 2004 | 2006 | 2009 | 2011 | 2014 | 2016 | 2019 | 2021 | 2024 |